# Francesco Crippa
Francesco Crippa (Milano, ... – Milano, 7 febbraio 1414) è stato un arcivescovo cattolico italiano.

## Biografia
Proveniente da una famiglia patrizia milanese di origine celtica, Francesco Crippa (talvolta indicato anche come Francesco Creppa) iniziò la propria carriera ecclesiastica vestendo l'abito dell'ordine dei francescani.
Per il proprio carattere e la propria inclinazione, venne scelto come vicario dell'arcivescovo Pietro Filargo (che godeva dell'appoggio dei Visconti), il quale lo nominò tale nel 1402.
Ottenuto questo incarico, per alleviare la grande miseria di Milano, seguita ai disordini degli ultimi anni, istituì l'Ufficio detto Pietà dei Poveri, dotato successivamente di un ospedale in grado di ospitare fino a 200 persone. L'Ufficio venne subito posto sotto il diretto controllo della Curia arcivescovile e venne amministrato da un capitolo di 12 ecclesiastici e di 12 laici, presieduto dal vicario arcivescovile stesso.
Il problema dei poveri a Milano a causa della carestia, delle guerre e delle epidemie era ormai un problema di ordine pubblico; l'Ufficio aveva quindi il compito di far rispettare la volontà dei defunti elusa dagli esecutori testamentari, e poteva interferire anche nei lasciti a favore di altri luoghi pii, trascorsi tre anni dalla morte del donatore.
Il Concilio di Pisa, convocato dai cardinali per porre fine allo scisma, si riunì nel 1409 e il 17 giugno di quello stesso anno venne eletto papa con il nome di Alessandro V l'arcivescovo di Milano Pietro Filargo, venendo deposti Benedetto XIII e Gregorio XII. Il nuovo papa nominò subito come suo successore nella sede milanese Francesco Crippa, che non risiederà mai a Milano.
Francesco Crippa venne proposto alla candidatura episcopale nuovamente nel 1411.
In quell'anno a Milano vi erano tre arcivescovi: Giovanni II Visconti (che scappava per sfuggire a Facino Cane); Francesco Crippa, nominato da Alessandro V; Bartolomeo della Capra, eletto con l'appoggio di Facino Cane.
Formalmente in carica, Francesco Crippa rimase arcivescovo sino al 7 febbraio 1414, giorno della sua morte.